# Neonerita intorta
Neonerita intorta är en fjärilsart som beskrevs av William Schaus 1910. Neonerita intorta ingår i släktet Neonerita och familjen björnspinnare. Inga underarter finns listade i Catalogue of Life.